# Uromyces armeriae
Uromyces armeriae är en svampart som först beskrevs av Diederich Franz Leonhard von Schlechtendal, och fick sitt nu gällande namn av Joseph-Henri Léveillé 1847. Uromyces armeriae ingår i släktet Uromyces och familjen Pucciniaceae.   Inga underarter finns listade i Catalogue of Life.